# Karol Hanusz
Karol Szczęsny Hanusz (30 mai 1894 - 20 décembre 1965) est un acteur et chanteur (baryton) polonais qui s'est produit au théâtre, au cabaret et dans le cinéma muet. Il est l'une des premières vedettes de cabaret de Pologne.

## Biographie
Il naît le 30 mai 1894 de Jan Hanusz et Albina Korwin-Krukowska à Varsovie, mais grandit à Cracovie. Après avoir fréquenté un lycée classique et obtenu son diplôme (1909-1911), il fréquente une école d'art dramatique à Cracovie et prend des cours particuliers de chant,.
Vers 1910, il commence à enregistrer des chansons. Il enregistre des disques pour diverses sociétés sous différents pseudonymes ; dans Syrena Rekord : J. Czarnecki, W. Lepecki, J. Satalecki, I. Trembecki, S. Wasilewski, Władysław Kochański ; dans Płyta Polska : J. Czarnecki, J. Kelter, Andrzej Kulesza, St. Ostrowski. Sous le nom de Paweł Weiss, il enregistre des chansons pour Pathe, Stella Concert Record, Efte Płyta, Płyta Polska, Beka, Scala Record et Grand Gala Record.
En 1911, il fait ses débuts sur scène avec une représentation au Théâtre polonais de Sosnowiec. Il joue d'abord en province. Il se produit notamment au Théâtre de Zagłębie Dąbrowskie, de Częstochowa et de Łódź (en 1915, le théâtre Bi-Ba-Bo). Ce n'est qu'en 1916, après avoir déménagé à Varsovie, qu'il devient un célèbre acteur de cabaret. Il se produit dans presque tous les théâtres de Varsovie, tels que Miraż, Chochoł, Sfinks, Czarny Kot, Qui Pro Quo, Perskie Oko, Morskie Oko, Cyrulik Warszawski, ou Ateneum. Il coopère avec l'Entreprise d'État des événements scéniques (Państwowe Przedsiębiorstwo Imprez Estradowych). À Varsovie, Hanusz est l'un des premiers artistes à promouvoir la musique tango sur les scènes polonaises, en chantant Ostatnie Tango (Le dernier tango) d'Émile Deloire à Czarny Kot en 1919, et en gagnant le surnom de « Roi du tango ».
Entre 1922 et 1928, il joue des rôles secondaires dans quatre films muets ; la dernière production dans laquelle il joue est Huragan (1928).
À partir de 1937, il se produit également en France. Il est également l'une des premières vedettes de cabaret polonaises. Pendant la Seconde Guerre mondiale, il se produit dans des théâtres (dirigés par des Allemands) et chante dans des cafés.
Après la guerre, il retourne sur scène pour de nombreux théâtres, où il chante, interprète des monologues et des sketchs parodiques. Son répertoire comprend des chansons de Julian Tuwim, Lucjan Konarski, Zofia Bajkowska, Jerzy Boczkowski et d'autres.
En 1964, il organise un jubilé des 55 ans de son travail artistique.
Il est membre de l'Union des artistes polonais de la scène (ZASP) et de l'Association des acteurs polonais de théâtre et de cinéma (SPATiF).
Dans les cercles artistiques, son homosexualité n'est pas un secret,,. Il est fameusement un ami d'Eugeniusz Bodo (certains supposent aujourd'hui qu'il s'agissait d'une relation intime) et de Hanka Ordonówna,.
Karol Hanusz meurt le 20 décembre 1965,,. Il est assassiné dans son appartement par un homme qu'il avait rencontré en draguant dehors, un destin commun à de nombreux homosexuels dont les amours en République populaire de Pologne était reléguées à la clandestinité (souvent dangereuse) en raison de l'homophobie de la société,. Il est enterré dans une tombe familiale au cimetière de Powązki, avec l'épitaphe « Pieśniarz Warszawy » (Le chanteur de Varsovie),.